# Mycetaulus latipennis
Mycetaulus latipennis is een vliegensoort uit de familie van de Piophilidae. De wetenschappelijke naam van de soort is voor het eerst geldig gepubliceerd in 1993 door Ozerov & Bartak.